# Комбанк Арена
„Белград Арена“, известна още като Штарк Арена (заради спонсора ѝ) е спортна зала, разположена в Нови Београд (Белград, Сърбия), като тя е една от най-големите не само в Европа, но и в света. Проектирана е като мултифункционална зала за спортни събития, концерти и други програми. Общата и площ е 48000 м2, като разполага с 18.386 места за мачове по хандбал, волейбол, баскетбол, бокс, тенис, бойни изкуства, фигурно пързаляне, лека атлетика и гимнастика, а максималният и капацитет е 25000 при провеждането на концерти и боксови мачове. В залата има и 68 луксозни ложи, които могат да приемат 768 посетители, VIP салон с 38 места може да се използва за пресконференция. За построяването и са направени разходи за 70 милиона евро, като тя е най-голямата зала в Асоциацията на европейските арени.
Рекордът за посещаемост на залата е 22680 зрители, когато Сърбия среща Бразилия в Световната лига по волейбол през 2009 година на 26 юли.

## История
През 1989 г. Белград е избран за домакин на Световното първенство по баскетбол, което трябва да се проведе през 1994 г. Условието е, в града да се построи нова зала. Градската управа веднага стартира конкурс за най-добър проект, като в него е заложено изискването залата да бъде с капацитет не по-малко от 20 хиляди места. Победител е архитектът Влада Славица, а през 1991 г. е избран блок 25 в Нови Београд. Проблемът е, че до Световното първенство остават само 3 години и изграждането на тази мегаструктура трябва да стане за рекордно кратко време. 126 фирми се заемат със задачата, двама архитекта трябва да конструират покрива.
Строителството започва през 1992 г., като комитетът по изграждането се свързва с компанията ХОК Спорт, която има опит в изграждането на спортни съоръжения с подобни мащаби. Това сътрудничество не продължава дълго, след като започва войната в Югославия и ООН налага санкции на страната. Дори и с тези затруднения работата по Белград Арена продължава, като през 1993 г. столицата на Сърбия преживява най-тежките си години в съвременната и история. Страната губи правото да проведе Световното първенство по баскетбол, като строежът на залата продължава още известно време, но с много по-бавни темпове, поради липса на материали и на финансови възможности.
През 1995 г. строителството е спряно окончателно, като чак през 1998 г. то е възобновено, след като Белград е избран за домакин на Световното първенство по тенис на маса. Дотогава покривът е почти завършен, фасадата е направена, а интериорът също е в напреднала фаза. Въпреки усилията и този голям форум не се провежда в Сърбия, тъй като силите на НАТО бомбардират столицата Белград в годината, в която е трябвало той да се проведе.
Първото публично събитие, което се провежда в залата (която все още не е завършена напълно) е последният митинг на Слободан Милошевич, който е част от неговата предизборна кампания за президент. Това е и последният път, когато Милошевич държи реч. След смяната на правителството в Сърбия през 2000 година, всички санкции върху страната са вдигнати и новото правителство завършва залата през 2004 г. – точно навреме за турнира на ФИБА „Диамантената топка“. Белград най-накрая получава правото да бъде домакин на Европейското първенство по баскетбол през 2005 година, като този път няма пречки за провеждането на такъв голям спортен форум. След това се провеждат още редица спортни и културни мероприятия, когато през 2006 г. изтича лиценза за ползване на залата. Трябва да се сложат нови системи за пожароизвестяване, асансьори и други, за да отговори Белград Арена на новите изисквания за съоръжения от такъв тип. След ремонти, които продължават близо 2 години, залата отново е отворена през февруари 2008 г., като по нея са направени значителни подобрения, като са добавени доста мултимедийни технологии. През май същата година в Комбанк Арена се провежда конкурсът Евровизия.